# Campionato Nazionale Under-15
I campionati di calcio della categoria Under-15 sono tornei a livello giovanile organizzati dal Settore Giovanile e Scolastico della FIGC. Già chiamati ai tempi Campionato Giovanissimi Nazionali, vi prendono parte i calciatori Under-15 delle società iscritte alle categorie professionistiche della Serie A e della Serie B da una parte, e della Serie C dall'altra. La partecipazione è obbligatoria.
Solo per la stagione 2007-08, su richiesta, avevano potuto prendere parte anche le squadre di società di Serie D.

## Campionato Nazionale Under-15 Serie A e B

### Albo d'oro
| Anno      | Finale                 | Finale                 | Finale                 | Numero di squadre      | Note                   |
| Anno      | Vincitore              | Risultato              | 2º posto               | Numero di squadre      | Note                   |
| --------- | ---------------------- | ---------------------- | ---------------------- | ---------------------- | ---------------------- |
| 1983-1984 | Lodigiani              |                        |                        |                        |                        |
| 1984-1985 | Torino                 | 1-1 (8-7 dtr)          | Bari                   |                        | [ 1 ]                  |
| 1985-1986 | SPAL                   |                        |                        |                        |                        |
| 1986-1987 | Roma                   |                        |                        |                        |                        |
| 1987-1988 | Inter                  |                        |                        |                        |                        |
| 1988-1989 | Bologna                | 2-0                    | Napoli                 |                        | [ 2 ]                  |
| 1989-1990 | Padova                 | 2-1                    | Crotone                |                        |                        |
| 1990-1991 | Lazio                  | 2-0                    | Padova                 |                        |                        |
| 1991-1992 | Milan                  |                        |                        |                        |                        |
| 1992-1993 | Venezia                |                        |                        |                        |                        |
| 1993-1994 | Lazio                  | 2-1 (dts)              | Juventus               |                        |                        |
| 1994-1995 | Atalanta               |                        |                        |                        |                        |
| 1995-1996 | Roma                   | 1-0                    | Juventus               |                        | [ 3 ]                  |
| 1996-1997 | Inter                  |                        |                        |                        |                        |
| 1997-1998 | Juventus               |                        |                        |                        |                        |
| 1998-1999 | Roma                   | 2-1                    | Cesena                 |                        | [ 4 ]                  |
| 1999-2000 | Torino                 | 3-1                    | Roma                   |                        | [ 5 ]                  |
| 2000-2001 | Lazio                  | 1-1 (14-13 dtr)        | Roma                   |                        |                        |
| 2001-2002 | Atalanta               |                        |                        |                        |                        |
| 2002-2003 | Inter                  | 1-0                    | Palermo                |                        | [ 6 ]                  |
| 2003-2004 | Atalanta               | 2-1 (dts)              | Inter                  |                        | [ 7 ]                  |
| 2004-2005 | Atalanta               | 4-2 (dts)              | Lazio                  |                        |                        |
| 2005-2006 | Inter                  | 2-2 (5-4 dtr)          | Bari                   |                        | [ 8 ]                  |
| 2006-2007 | Roma                   | 1-1 (6-5 dtr)          | Sampdoria              |                        |                        |
| 2007-2008 | Atalanta               | 3-2                    | Empoli                 |                        | [ 9 ]                  |
| 2008-2009 | Inter                  | 1-0 (dts)              | Empoli                 |                        | [ 10 ]                 |
| 2009-2010 | Milan                  | 3-0                    | Roma                   |                        | [ 11 ]                 |
| 2010-2011 | Fiorentina             | 3-0                    | Napoli                 |                        | [ 12 ]                 |
| 2011-2012 | Inter                  | 4-1                    | Napoli                 |                        | [ 13 ]                 |
| 2012-2013 | Inter                  | 1-1 (6-5 dtr)          | Roma                   |                        | [ 14 ]                 |
| 2013-2014 | Roma                   | 1-0                    | Juventus               |                        | [ 15 ]                 |
| 2014-2015 | Inter                  | 4-3 (dts)              | Parma                  |                        | [ 16 ]                 |
| 2015-2016 | Atalanta               | 2-0 (dts)              | Roma                   |                        | [ 17 ]                 |
| 2016-2017 | Juventus               | 2-0                    | Inter                  | 42                     | [ 18 ]                 |
| 2017-2018 | Inter                  | 5-0                    | Juventus               | 42                     | [ 19 ]                 |
| 2018-2019 | Roma                   | 2-0                    | Milan                  | 39                     | [ 20 ]                 |
| 2019-2020 | competizione annullata | competizione annullata | competizione annullata | competizione annullata | competizione annullata |
| 2020-2021 | competizione annullata | competizione annullata | competizione annullata | competizione annullata | competizione annullata |
| 2021-2022 | Milan                  | 1-0                    | Fiorentina             | 40                     | [ 21 ]                 |
| 2022-2023 | Inter                  | 3-3 (8-7 dtr)          | Empoli                 | 40                     | [ 22 ]                 |
| 2023-2024 | Roma                   | 2-1                    | Genoa                  | 40                     | [ 23 ]                 |
| 2024-2025 | Inter                  | 2-1                    | Fiorentina             | 40                     | [ 24 ]                 |

### Titoli per squadra
| Squadra    | Titoli | Edizioni |
| ---------- | ------ | --- |
| Inter      | 11     | 1987-1988, 1996-1997, 2002-2003, 2005-2006, 2008-2009, 2011-2012, 2012-2013, 2014-2015, 2017-2018, 2022-2023, 2024-2025 |
| Roma       | 7      | 1986-1987, 1995-1996, 1998-1999, 2006-2007, 2013-2014, 2018-2019, 2023-2024                                             |
| Atalanta   | 6      | 1994-1995, 2001-2002, 2003-2004, 2004-2005, 2007-2008, 2015-2016                                                        |
| Lazio      | 3      | 1990-1991, 1993-1994, 2000-2001                                                                                         |
| Milan      | 3      | 1991-1992, 2009-2010, 2021-2022                                                                                         |
| Torino     | 2      | 1984-1985, 1999-2000 |
| Juventus   | 2      | 1997-1998, 2016-2017 |
| Lodigiani  | 1      | 1983-1984 |
| SPAL       | 1      | 1985-1986 |
| Bologna    | 1      | 1988-1989 |
| Padova     | 1      | 1989-1990 |
| Venezia    | 1      | 1992-1993 |
| Fiorentina | 1      | 2010-2011 |

## Campionato Nazionale Under-15 Serie C

### Coppa Giovanissimi Professionisti
La Coppa Giovanissimi Professionisti è stata organizzata dal 1999 al 2011 dal medesimo settore della F.I.G.C. e si è disputata tra le vincenti regionali dei minitornei disputati dalle squadre professionistiche non partecipanti al Campionato Nazionale, possibilità in seguito abolita.

#### Albo d'oro
| Anno      |             |           |               |        |
| Anno      | Vincitore   | Risultato | 2º posto      | Note   |
| --------- | ----------- | --------- | ------------- | ------ |
| 1999-2000 | Lecce       | 4-0       | Cagliari      | [ 25 ] |
| 2000-2001 | Cagliari    | -         | -             |        |
| 2001-2002 | Cagliari    | -         | -             |        |
| 2002-2003 | SPAL        | -         | -             |        |
| 2003-2004 | Palazzolo   | -         | -             |        |
| 2004-2005 | Napoli      | -         | -             |        |
| 2005-2006 | Lecco       | -         | -             |        |
| 2006-2007 | Igea Virtus | -         | -             |        |
| 2007-2008 | Sorrento    | -         | -             |        |
| 2008-2009 | Olbia       | -         | -             |        |
| 2009-2010 | Benevento   | 4-2       | Noceto, Parma | [ 26 ] |
| 2010-2011 | Milazzo     | 1-0       | Avellino      | [ 27 ] |

#### Titoli per squadra
| Squadra     | Titoli | Edizioni             |
| ----------- | ------ | -------------------- |
| Cagliari    | 2      | 2000-2001, 2001-2002 |
| Lecce       | 1      | 1999-2000            |
| SPAL        | 1      | 2002-2003            |
| Palazzolo   | 1      | 2003-2004            |
| Napoli      | 1      | 2004-2005            |
| Lecco       | 1      | 2005-2006            |
| Igea Virtus | 1      | 2006-2007            |
| Sorrento    | 1      | 2007-2008            |
| Olbia       | 1      | 2008-2009            |
| Benevento   | 1      | 2009-2010            |
| Milazzo     | 1      | 2010-2011            |

### Campionato Nazionale Under-15 Serie C

#### Albo d'oro
| Anno      | Finale                 | Finale                 | Finale                 | Numero di squadre      | Note                   |
| Anno      | Vincitore              | Risultato              | 2º posto               | Numero di squadre      | Note                   |
| --------- | ---------------------- | ---------------------- | ---------------------- | ---------------------- | ---------------------- |
| 2016-2017 | Parma                  | 1-0                    | Cremonese              |                        | [ 28 ]                 |
| 2017-2018 | Padova                 | 3-0                    | Bisceglie              | 57                     | [ 29 ]                 |
| 2018-2019 | Piacenza               | 3-2                    | Paganese               | 59                     | [ 30 ]                 |
| 2019-2020 | competizione annullata | competizione annullata | competizione annullata | competizione annullata | competizione annullata |
| 2020-2021 | competizione annullata | competizione annullata | competizione annullata | competizione annullata | competizione annullata |
| 2021-2022 | Cesena                 | 1-0                    | Bari                   | 60                     | [ 31 ]                 |
| 2022-2023 | Cesena                 | 1-0                    | Juve Stabia            | 60                     | [ 32 ]                 |
| 2023-2024 | Pro Sesto              | 1-1 (6-5 dtr)          | Arezzo                 | 59                     | [ 33 ]                 |
| 2024-2025 | Lecco                  | 3-0                    | Renate                 |                        | [ 34 ]                 |

#### Titoli per squadra
| Squadra   | Titoli | Edizioni             |
| --------- | ------ | -------------------- |
| Cesena    | 2      | 2021-2022, 2022-2023 |
| Parma     | 1      | 2016-2017            |
| Padova    | 1      | 2017-2018            |
| Piacenza  | 1      | 2018-2019            |
| Pro Sesto | 1      | 2023-2024            |
| Lecco     | 1      | 2024-2025            |

## Supercoppa Under-15
Per mantenere una forma di unitarietà nella categoria, per tre anni si è disputata la Supercoppa Under-15, già Supercoppa Giovanissimi, tra la società campione d'Italia di Serie A e B e quella campione d'Italia di Serie C.

### Albo d'oro
| Anno      |                        |                        |                        |                        |
| Anno      | Vincitore              | Risultato              | 2º posto               | Note                   |
| --------- | ---------------------- | ---------------------- | ---------------------- | ---------------------- |
| 2016-2017 | Juventus               | 2-1                    | Parma                  | [ 35 ]                 |
| 2017-2018 | Inter                  | 1-0                    | Padova                 | [ 36 ]                 |
| 2018-2019 | Roma                   | 5-1                    | Piacenza               | [ 37 ]                 |
| 2019-2020 | competizione annullata | competizione annullata | competizione annullata | competizione annullata |
| 2020-2021 | competizione annullata | competizione annullata | competizione annullata | competizione annullata |

### Titoli per squadra
| Squadra  | Titoli | Edizioni  |
| -------- | ------ | --------- |
| Juventus | 1      | 2016-2017 |
| Inter    | 1      | 2017-2018 |
| Roma     | 1      | 2018-2019 |

## Campionato Under-15 Dilettanti
I Giovanissimi Dilettanti sono i giocatori Under-15 delle società della Lega Nazionale Dilettanti e di puro settore giovanile, e sono raggruppati in tornei locali organizzati dai Comitati Regionali, cui segue una fase finale nazionale.

### Albo d'oro
| Anno      |                                       |                        |                                  |                        |
| Anno      | Vincitore                             | Risultato              | 2º posto                         | Note                   |
| --------- | ------------------------------------- | ---------------------- | -------------------------------- | ---------------------- |
| 1983-1984 | Romulea                               | 4-1                    | Unione Sportiva Angelo Baiardo   |                        |
| 1984-1985 | ALMAS                                 | -                      | -                                |                        |
| 1985-1986 | Renato Curi                           | -                      | -                                |                        |
| 1986-1987 | Rosignano Solvay                      | -                      | -                                |                        |
| 1987-1988 | San Michele Cattolica Virtus, Firenze | -                      | -                                |                        |
| 1988-1989 | Renato Curi                           | -                      | GS Sauro, Grosseto               |                        |
| 1989-1990 | Renato Curi                           | -                      | Aldini U.N.E.S., Milano          |                        |
| 1990-1991 | Staggia, Poggibonsi                   | -                      | -                                |                        |
| 1991-1992 | Aldini Bariviera, Milano              | -                      | -                                |                        |
| 1992-1993 | Rivazzurra, Rimini                    | -                      | -                                |                        |
| 1993-1994 | Casalotti                             | -                      | Aldini U.N.E.S., Milano          |                        |
| 1994-1995 | Aldini Bariviera, Milano              | -                      | -                                |                        |
| 1995-1996 | Corsico                               | -                      | Aldini U.N.E.S., Milano          |                        |
| 1996-1997 | Panormus, Palermo                     | 3-3 (6-4 dtr)          | Aldini U.N.E.S., Milano          | [ 38 ]                 |
| 1997-1998 | Montebelluna                          | -                      | Romulea                          |                        |
| 1998-1999 | Bassano Virtus                        | -                      | -                                |                        |
| 1999-2000 | Damiano Promotion, Napoli             | -                      | Bassano Virtus                   |                        |
| 2000-2001 | Damiano Promotion, Napoli             | -                      | Aldini U.N.E.S., Milano          |                        |
| 2001-2002 | Romulea                               | 3-2                    | Montebelluna                     |                        |
| 2002-2003 | Romulea                               | 0-0 (6-5 dtr)          | Aldini U.N.E.S., Milano          |                        |
| 2003-2004 | Montebelluna                          | 2-0                    | Romulea                          |                        |
| 2004-2005 | Aldini Bariviera, Milano              | 0-0 (5-4 dtr)          | Margine Coperta, Massa e Cozzile |                        |
| 2005-2006 | Sestese                               | 2-2 (6-3 dtr)          | Donatello Calcio, Udine          |                        |
| 2006-2007 | Rivoli Collegno                       | 4-0                    | Liventina, Motta di Livenza      |                        |
| 2007-2008 | Virtus Vesuvio, Torre del Greco       | 1-0                    | N. Tor Tre Teste, Roma           | [ 39 ]                 |
| 2008-2009 | N. Tor Tre Teste, Roma                | 2-0                    | Margine Coperta, Massa e Cozzile | [ 40 ]                 |
| 2009-2010 | Donatello Calcio, Udine               | 1-0 (dts)              | Sestese                          | [ 41 ]                 |
| 2010-2011 | Accademia Internazionale, Milano      | 1-0                    | Monteruscello, Pozzuoli          | [ 42 ]                 |
| 2011-2012 | Montebelluna                          | 0-0 (2-1 dtr)          | Ladispoli                        | [ 43 ]                 |
| 2012-2013 | Margine Coperta, Massa e Cozzile      | 2-0                    | Lucento, Torino                  | [ 44 ]                 |
| 2013-2014 | Vigor Perconti, Roma                  | 3-1                    | Montebelluna                     | [ 45 ]                 |
| 2014-2015 | Savio, Roma                           | 1-0                    | Tau Calcio, Altopascio           | [ 46 ]                 |
| 2015-2016 | Liventina, Motta di Livenza           | 0-0 (6-5 dtr)          | Virtus Bergamo                   | [ 47 ]                 |
| 2016-2017 | San Michele Cattolica Virtus, Firenze | 3-2                    | Urbetevere, Roma                 | [ 48 ]                 |
| 2017-2018 | Liventina, Motta di Livenza           | 2-0                    | Sestese                          | [ 49 ]                 |
| 2018-2019 | Urbetevere, Roma                      | 3-0                    | Tau Calcio, Altopascio           |                        |
| 2019-2020 | competizione annullata                | competizione annullata | competizione annullata           | competizione annullata |
| 2020-2021 | competizione annullata                | competizione annullata | competizione annullata           | competizione annullata |
| 2021-2022 | Vigor Perconti, Roma                  | 1-1 (5-3 dtr)          | Tau Calcio, Altopascio           | [ 50 ]                 |
| 2022-2023 | Montebelluna                          | 1-0                    | Grifone Calcio, Roma             | [ 51 ]                 |
| 2023-2024 | N. Tor Tre Teste, Roma                | 1-0                    | Alcione, Milano                  | [ 52 ]                 |
| 2024-2025 | Savio, Roma                           | 2-0                    | Tau Altopascio, Altopascio       | [ 53 ]                 |

### Titoli per squadra
| Squadra                      | Titoli | Edizioni                                   |
| ---------------------------- | ------ | ------------------------------------------ |
| Montebelluna                 | 4      | 1997-1998, 2003-2004, 2011-2012, 2022-2023 |
| Romulea                      | 3      | 1983-1984, 2001-2002, 2002-2003            |
| Renato Curi                  | 3      | 1985-1986, 1988-1989, 1989-1990            |
| Aldini Bariviera             | 3      | 1991-1992, 1994-1995, 2004-2005            |
| San Michele Cattolica Virtus | 2      | 1987-1988, 2016-2017                       |
| Damiano Promotion            | 2      | 1999-2000, 2000-2001                       |
| Liventina                    | 2      | 2015-2016, 2017-2018                       |
| Vigor Perconti               | 2      | 2013-2014, 2021-2022                       |
| N. Tor Tre Teste             | 2      | 2008-2009, 2023-2024                       |
| Savio                        | 2      | 2014-2015, 2024-2025                       |
| ALMAS                        | 1      | 1984-1985                                  |
| Rosignano Solvay             | 1      | 1986-1987                                  |
| Staggia                      | 1      | 1990-1991                                  |
| Rivazzurra                   | 1      | 1992-1993                                  |
| Casalotti                    | 1      | 1993-1994                                  |
| Corsico                      | 1      | 1995-1996                                  |
| Panormus                     | 1      | 1996-1997                                  |
| Bassano Virtus               | 1      | 1998-1999                                  |
| Sestese                      | 1      | 2005-2006                                  |
| Rivoli Collegno              | 1      | 2006-2007                                  |
| Virtus Vesuvio               | 1      | 2007-2008                                  |
| Donatello                    | 1      | 2009-2010                                  |
| Accademia Internazionale     | 1      | 2010-2011                                  |
| Margine Coperta              | 1      | 2012-2013                                  |
| Urbetevere                   | 1      | 2018-2019                                  |